# Ângelo (ur. 1981)
Ângelo, właśc. Ângelo Mariano de Almeida (ur. 12 czerwca 1981 w Salvadorze) – brazylijski piłkarz występujący na pozycji obrońcy.

## Kariera piłkarska
Ângelo jest wychowankiem Corinthians Paulista. Potem grał w drużynach São Caetano i Criciúma. W 2006 roku trafił do włoskiego Lecce, gdzie zadebiutował w Serie A. Rundę wiosenną sezonu 2005/2006 spędził na wypożyczeniu w Crotone. Potem powrócił do Lecce, grającego już wtedy w Serie B.
2 września 2010 podpisał kontrakt z Parmą, gdzie przeszedł na zasadzie wolnego transferu. W Parmie spędził sezon 2010/2011. Następnie występował w Sienie, Latinie, Foggii, Materze oraz Gravinie.
| Rozgrywki | Kraj     | Mecze | Bramki |
| --------- | -------- | ----- | ------ |
| Serie A   | Włochy   | 101   | 1      |
| Serie B   | Włochy   | 172   | 7      |
| Serie C   | Włochy   | 79    | 3      |
| Série A   | Brazylia | 28    | 1      |